# Andrzej Świątek
Andrzej Lucjan Świątek (ur. 7 stycznia 1958 w Nowym Targu) – polski hokeista, wychowanek Podhala Nowy Targ, reprezentant Polski, olimpijczyk.

## Kariera klubowa
W ciągu 12 sezonów w polskiej lidze rozegrał 426 spotkań, zdobywając 31 bramek. 
Razem z Markiem Cholewą tworzyli 1. parę obrońców Zagłębia Sosnowiec i 2. parę w Reprezentacji Polski.
- Podhale Nowy Targ (1976-1978)
- Zagłębie Sosnowiec (1978-1990)
- IFK Aarboga (1990-1991)

## Kariera reprezentacyjna
Wielokrotny reprezentant Polski. W kadrze Polski w latach 1978 - 1988 rozegrał 67 meczów, strzelając dla niej 2 bramki. Narodowe barwy reprezentował na igrzyskach Olimpijskich w Calgary (1988) oraz trzech turniejach o mistrzostwo świata (1985, 1986, 1987). Łącznie na turniejach Igrzysk i MŚ wystąpił w 28 meczach zdobywając w nich 1 gola. Jest autorem przepięknego gola zza niebieskiej linii w meczu z Francją na Igrzyskach w Calgary (1988)
Po wygraniu przez Polskę turnieju mistrzostw świata Grupy B w 1985 i uzyskanym awansie do Grupy A został odznaczony Brązowym Medalem za Wybitne Osiągnięcia Sportowe.

## Sukcesy
Reprezentacyjne
- Awans do Grupy A mistrzostw świata: 1985

Klubowe
- Złoty medal mistrzostw Polski (6 razy): 1978 z Podhalem, 1980, 1981, 1982,1983, 1985 z Zagłębiem
- Srebrny medal mistrzostw Polski (2 razy): 1979 z Podhalem oraz 1984 z Zagłębiem
- Brązowy medal mistrzostw Polski (1 raz): 1988 z Zagłębiem